# Maria Kisito
Sơ Maria Kisito, sinh Julienne Mukabutera (sinh ngày 22 tháng 6 năm 1964), là một nữ tu Rwanda Benedictine, người đã bị kết án và kết án 12 năm vì vai trò tích cực của cô trong cái chết của khoảng bảy đến bảy ngàn người tìm nơi ẩn náu trong tu viện của họ. miền nam Rwanda trong cuộc diệt chủng Rwanda.
Mẹ của cô, Sơ Gertrude, đã nhận án tù 15 năm. Các nhân chứng đã quan sát thấy rằng hai nữ tu đã chủ động hướng các phi đội tử thần Rwandan đến nơi ẩn náu của họ và thậm chí còn cung cấp xăng để đốt cháy tòa nhà cùng với thường dân bên trong. Sau khi chấp hành một nửa bản án 12 năm của mình trong một nhà tù ở Bỉ, Kisito đã được thả ra vào tháng 6 năm 2007.

## Lời khai từ phiên tòa
Vào ngày 22 tháng 4 năm 1994, Séraphine Mukamana đã giấu mình trong một nhà để xe khi dân quân tấn công một tu viện ở Sovu ở miền nam Rwanda. "Chúng tôi tìm kiếm người tị nạn trong nhà để xe và đóng và chặn các cánh cửa. Bên ngoài một cuộc tắm máu đang diễn ra. Đột nhiên, một đứa trẻ mồ côi bắt đầu khóc khi trời quá nóng trong nhà để xe. Ngay lập tức, những kẻ giết người tiếp cận nhà để xe." Khi những người tị nạn từ chối ra ngoài, thủ lĩnh dân quân, Emmanuel Rekeraho, quyết định thiêu sống họ trong nhà để xe. "'Các nữ tu đang đến để giúp chúng tôi. Họ đang mang xăng,' tôi nghe [Rekeraho] nói. Nhìn qua một cái lỗ mà dân quân đã tạo ra trên tường, tôi thực sự thấy Sơ Gertrude và Sơ Kisito. một bình xăng. Ngay sau đó, nhà để xe bốc cháy. " 